# Takumi Minamino
Takumi Minamino (* 16. leden 1995 Ósaka) je japonský profesionální fotbalista, který hraje na pozici křídelníka či útočníka za klub AS Monaco FC a za japonský národní tým.

## Klubová kariéra
Hrával za Cerezo Osaka, Red Bull Salzburg.

### Liverpool
Minamino na konci roku 2019 podepsal smlouvu s Liverpoolem. Japonský křídelník odešel z týmu rakouského mistra a 1. ledna 2020 se představil jako nová posila Liverpoolu, na Anfield Road prošel zdravotní prohlídkou a podepsal kontrakt platný do června 2024. Díky klauzuli zakotvené v kontraktu japonského reprezentanta zaplatil Liverpool jenom osm milionů eur.

#### Southampton (hostování)
Minamino ve velké konkurenci neprorazil do základní sestavy Liverpoolu a rok po svém transferu ze Salzburgu znovu změnil dres. Japonský útočník odešel v únoru 2021 na půlroční hostování do Southamptonu.

### AS Monaco
Minamino posílil v létě 2022 AS Monaco. Svému novému zaměstnavateli se upsal do roku 2026. Reds dostanou odstupné 15 milionů eur a další tři mohou vyinkasovat na bonusech.

## Reprezentační kariéra
Takumi Minamino odehrál za japonský národní tým v roce 2015 celkem 2 reprezentační utkání.

## Statistiky
| Japonsko | Japonsko | Japonsko |
| Roky     | Záp.     | Góly     |
| -------- | -------- | -------- |
| 2015     | 2        | 0        |
| 2016     | 0        | 0        |
| 2017     | 0        | 0        |
| 2018     | 5        | 4        |
| 2019     | 15       | 7        |
| Celkem   | 22       | 11       |